# Rắn đuôi đỏ
Rắn đuôi đỏ (danh pháp khoa học: Gonyosoma oxycephalum) là một loài rắn trong họ Rắn nước. Loài này được Boie mô tả khoa học đầu tiên năm 1827.

## Hình ảnh

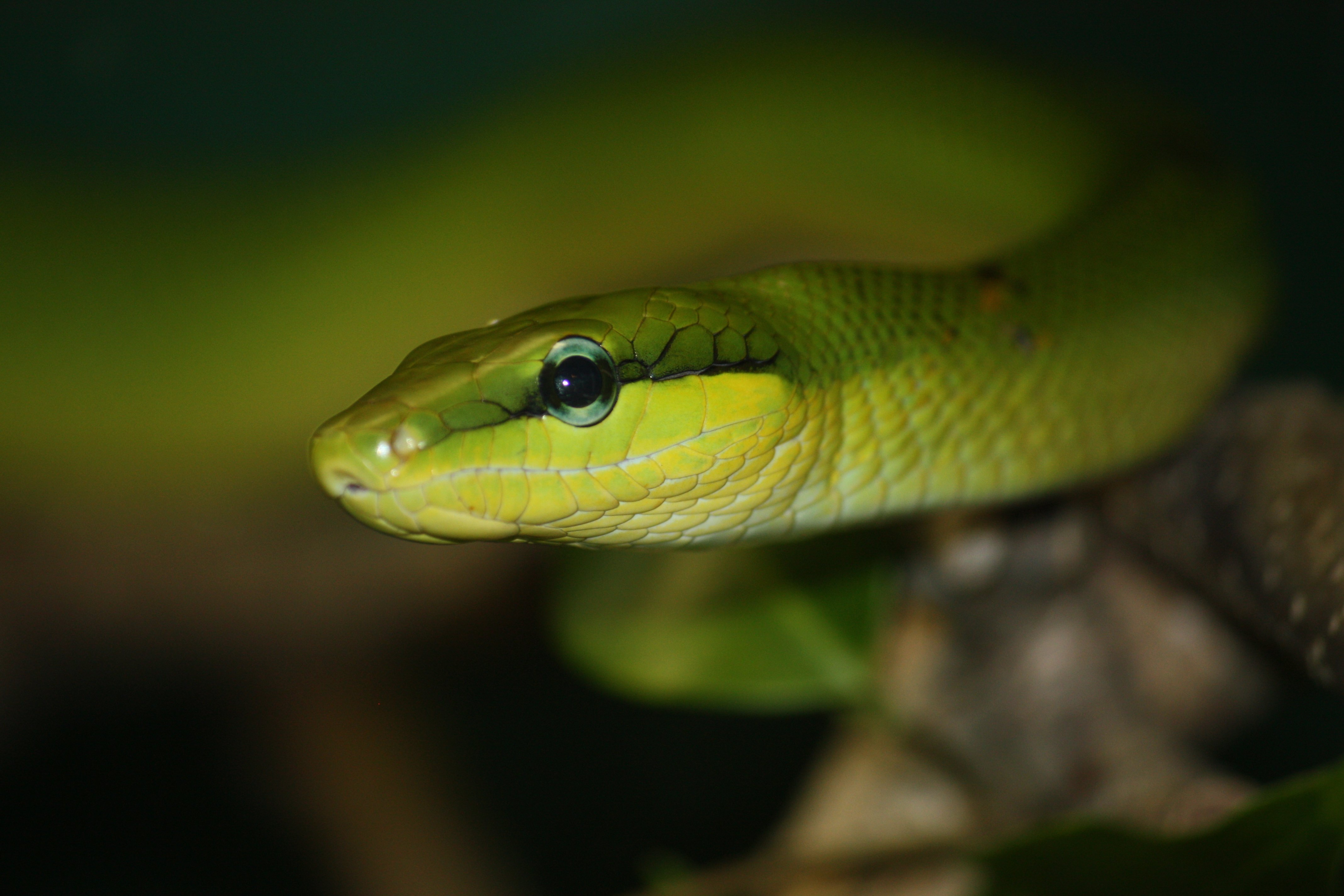
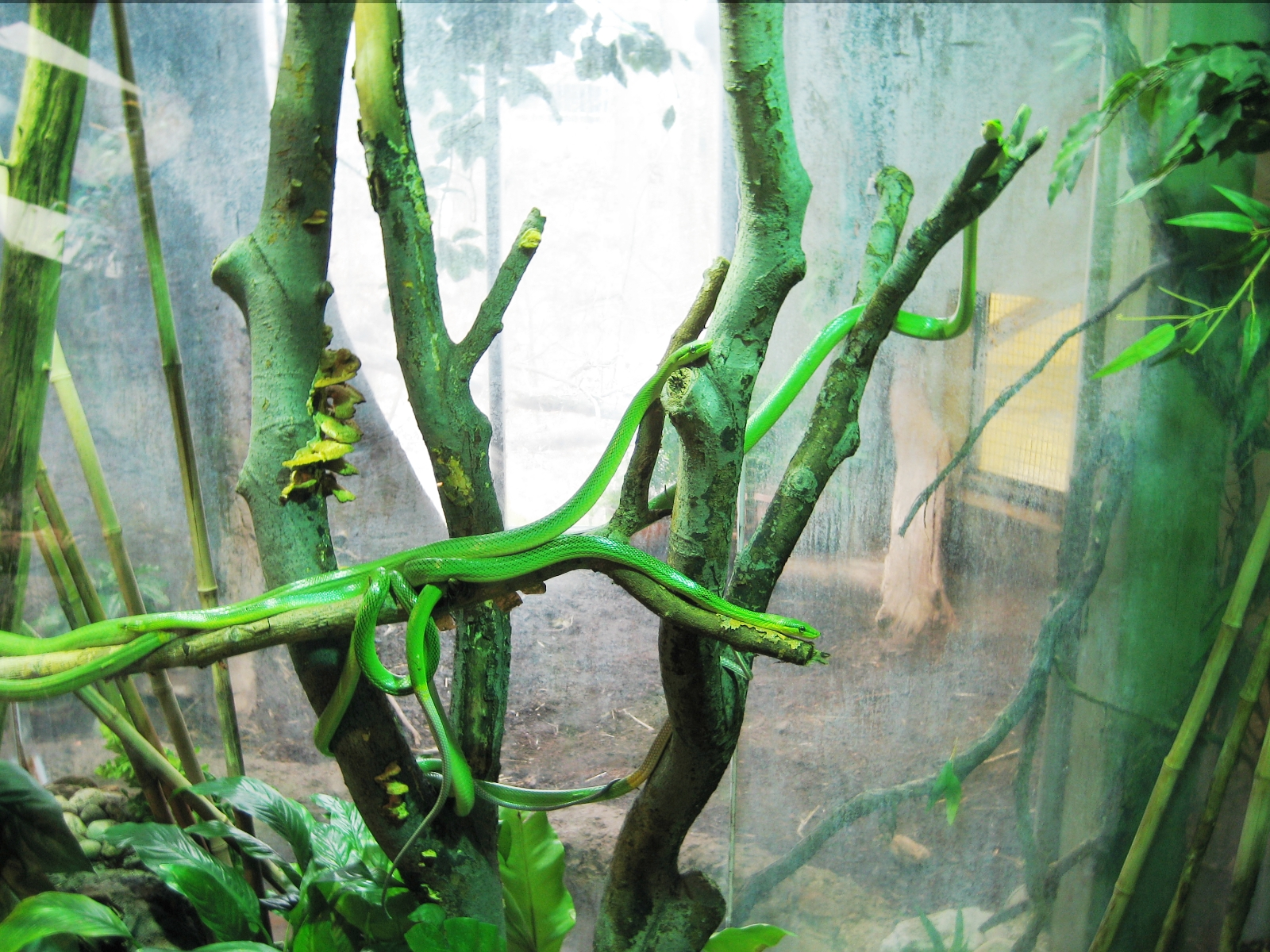
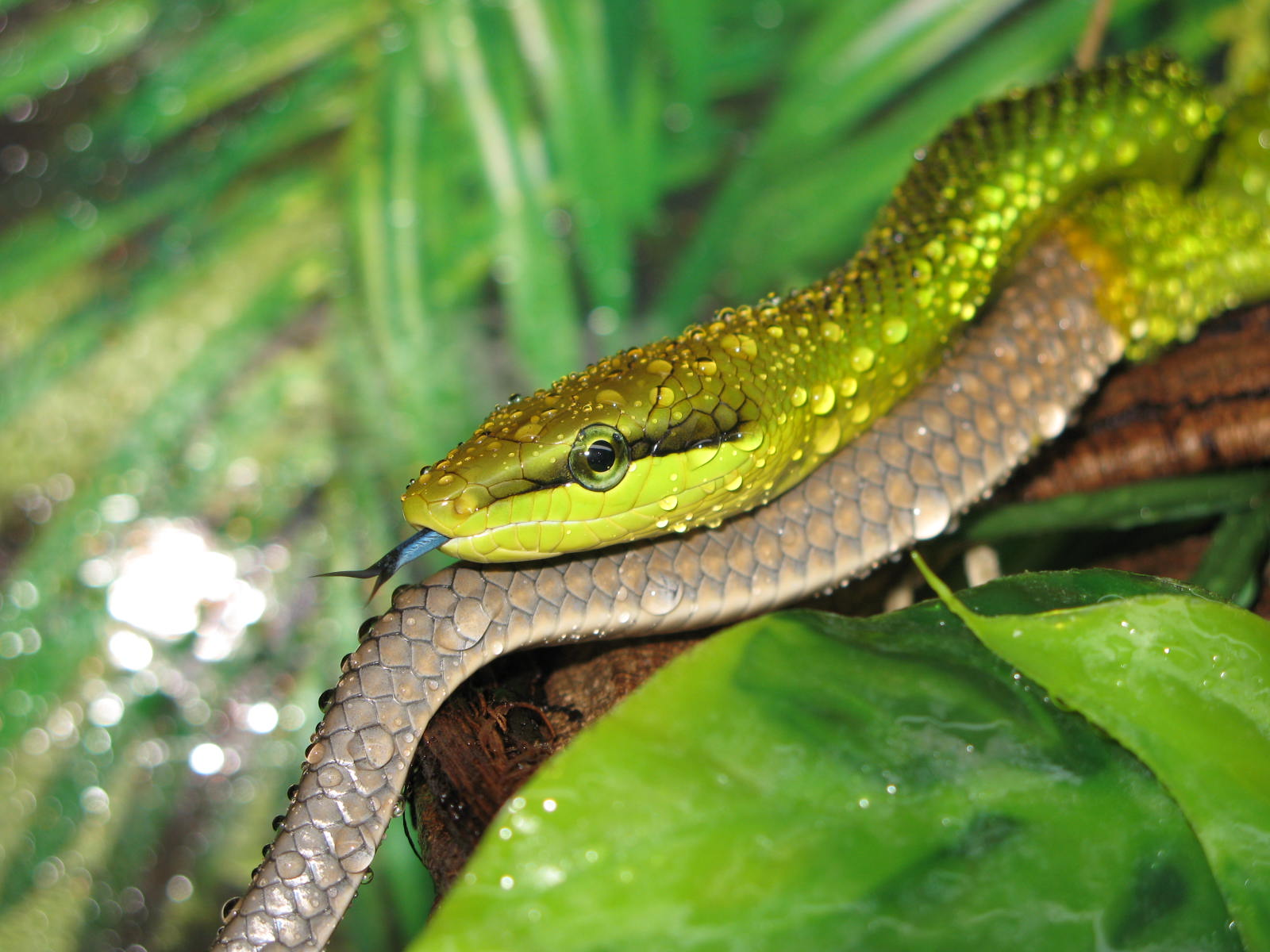
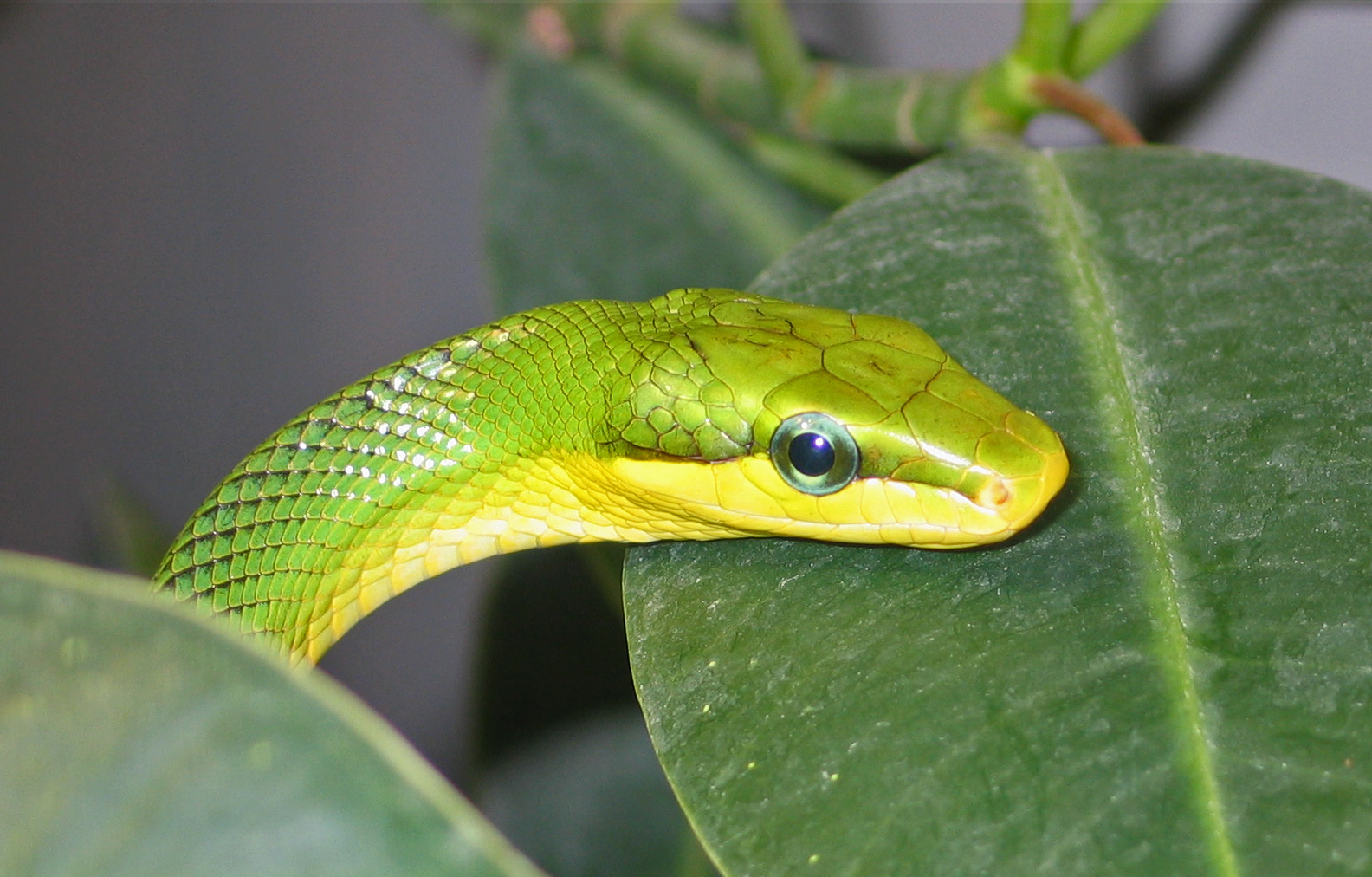
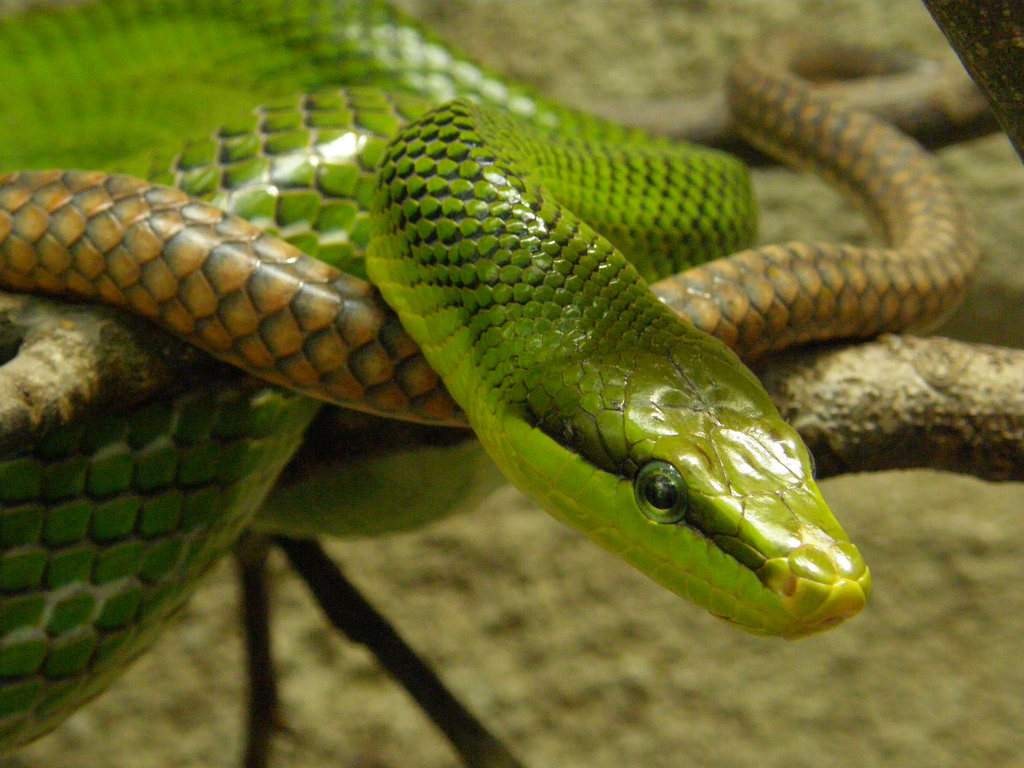
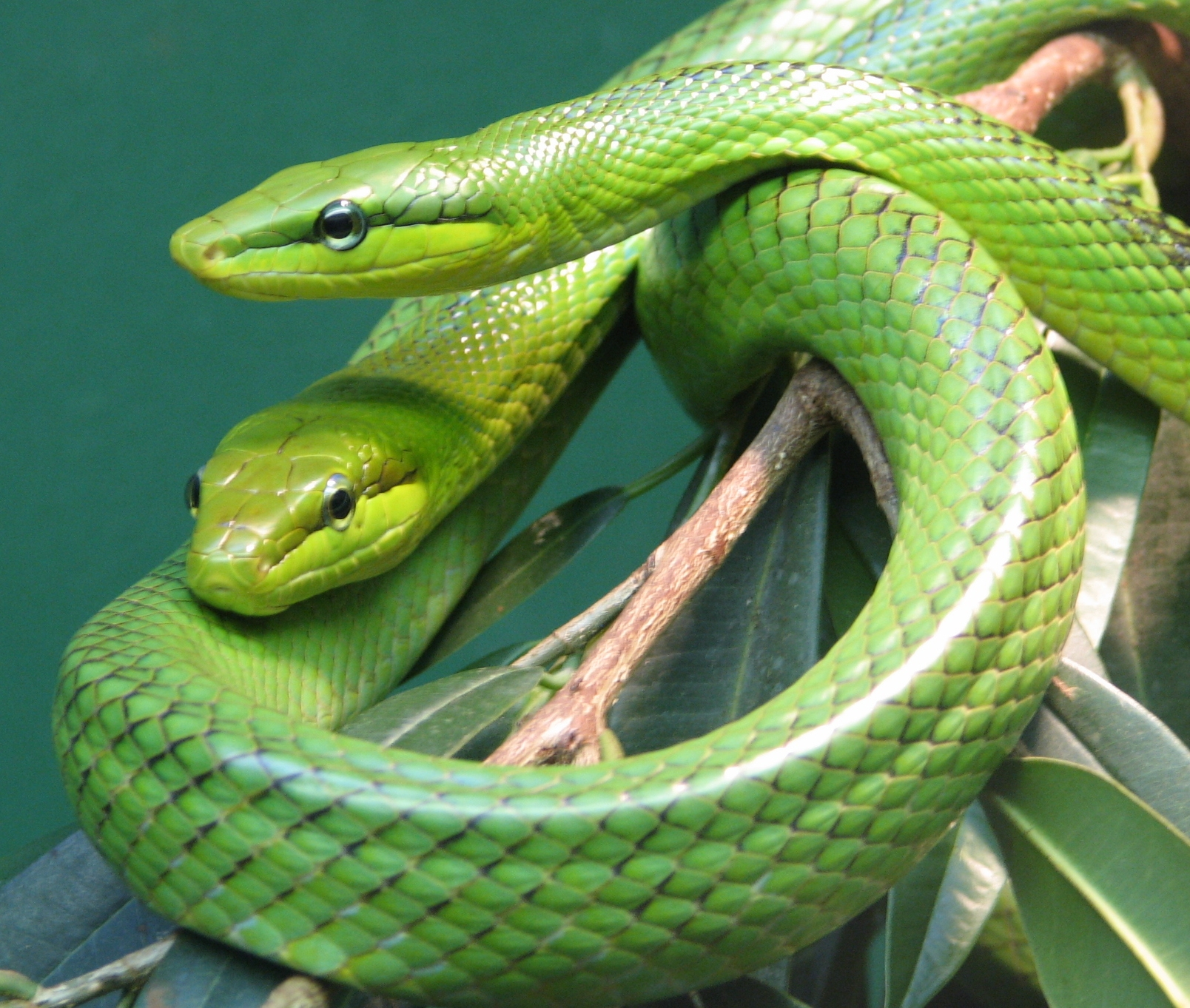